# Sloterweg (Amsterdam)

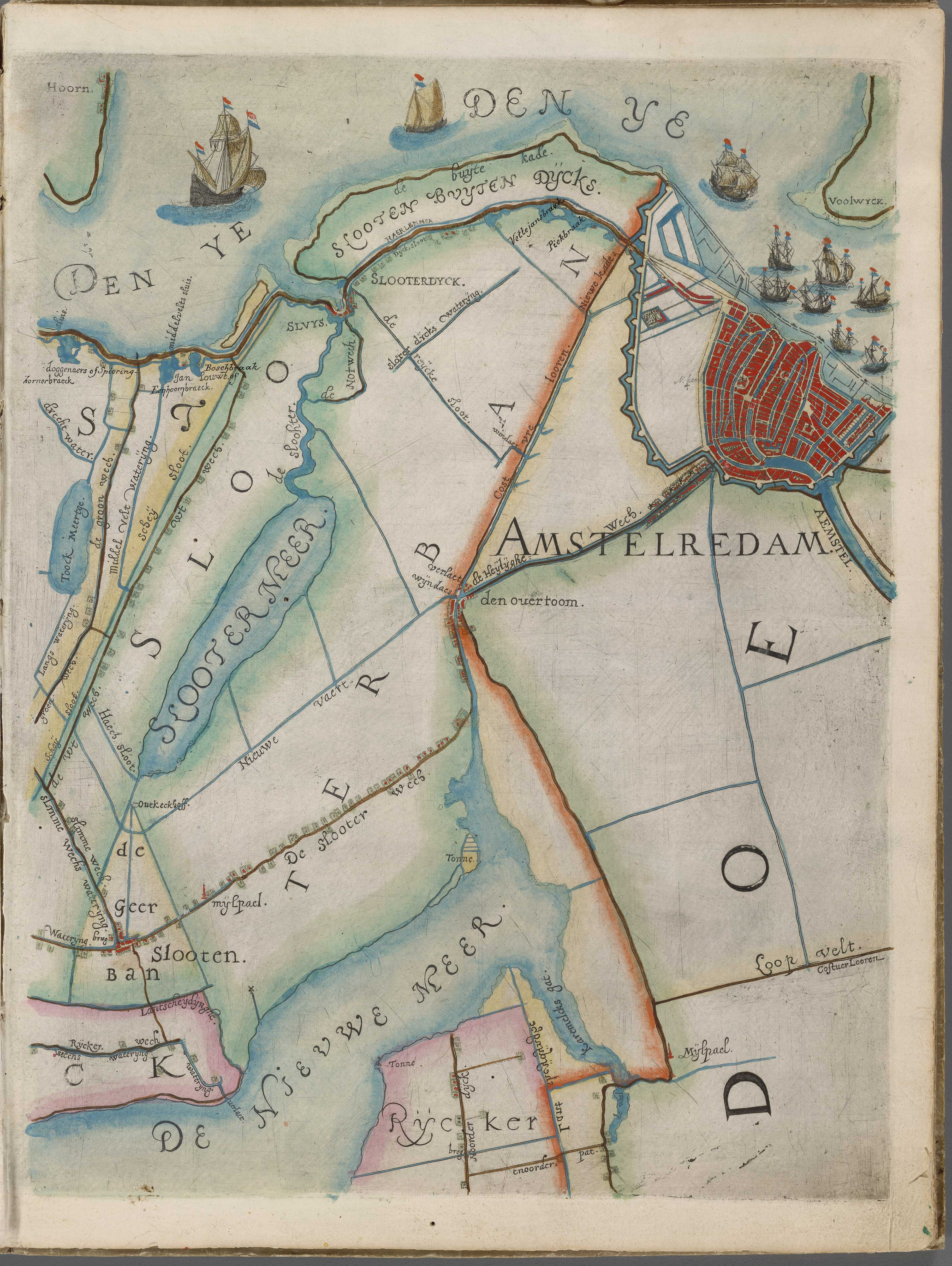
De (latere) Sloterpolder (Slooterban) met de nog niet drooggemaakte Slootermeer en de Sloterweg op een kaart van het hoogheemraadschap van Rijnland, Amsterdam, 1615. Floris Balthasar vervaardigde deze overzichtskaart samen met zijn zoon Balthasar Florisz. van Berckenrode, in opdracht van dijkgraaf en hoogheemraden van Rijnland.

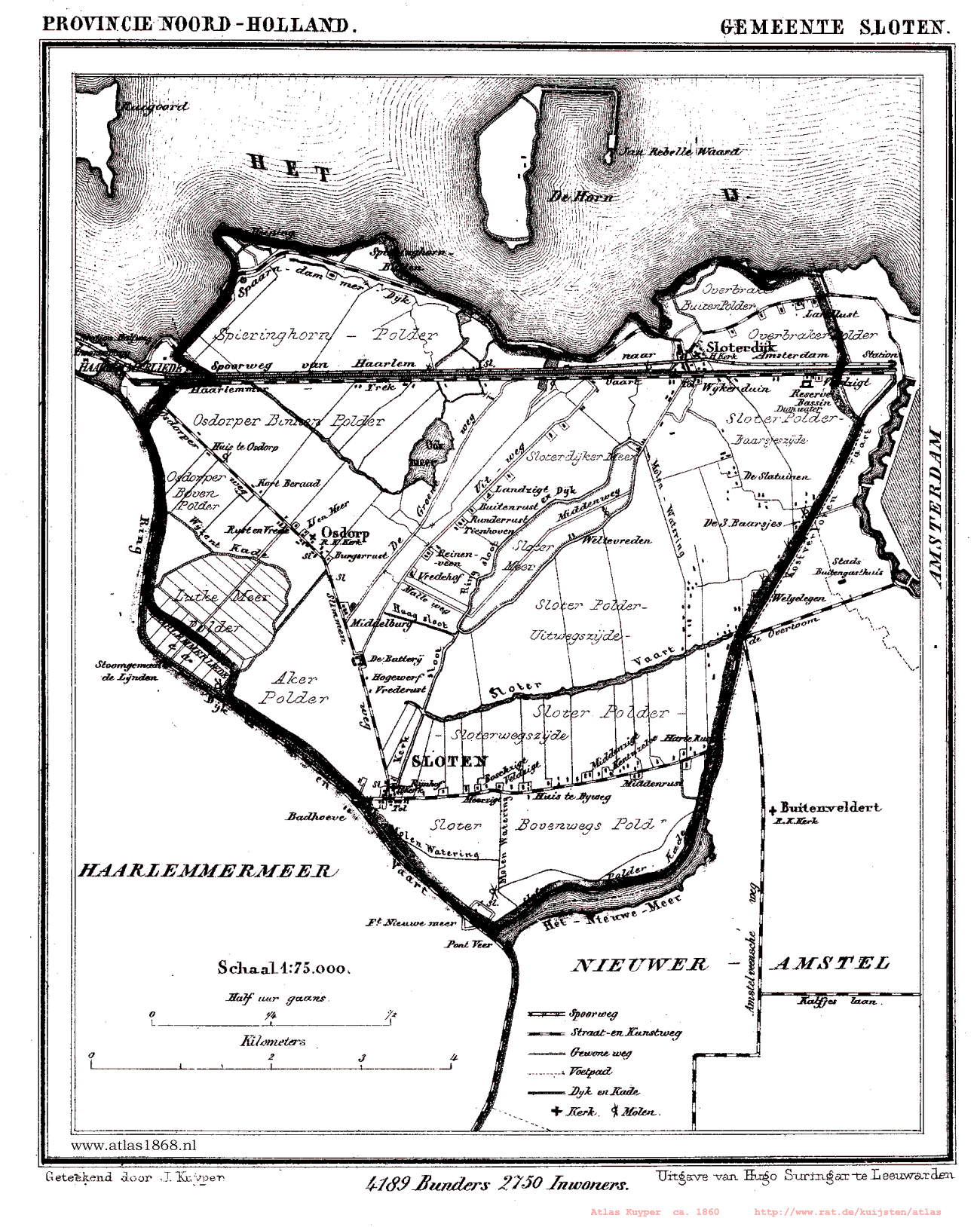
De Gemeente Sloten in 1868. De Sloterweg loopt vanaf het dorp Sloten naar het oosten richting de Schinkel.

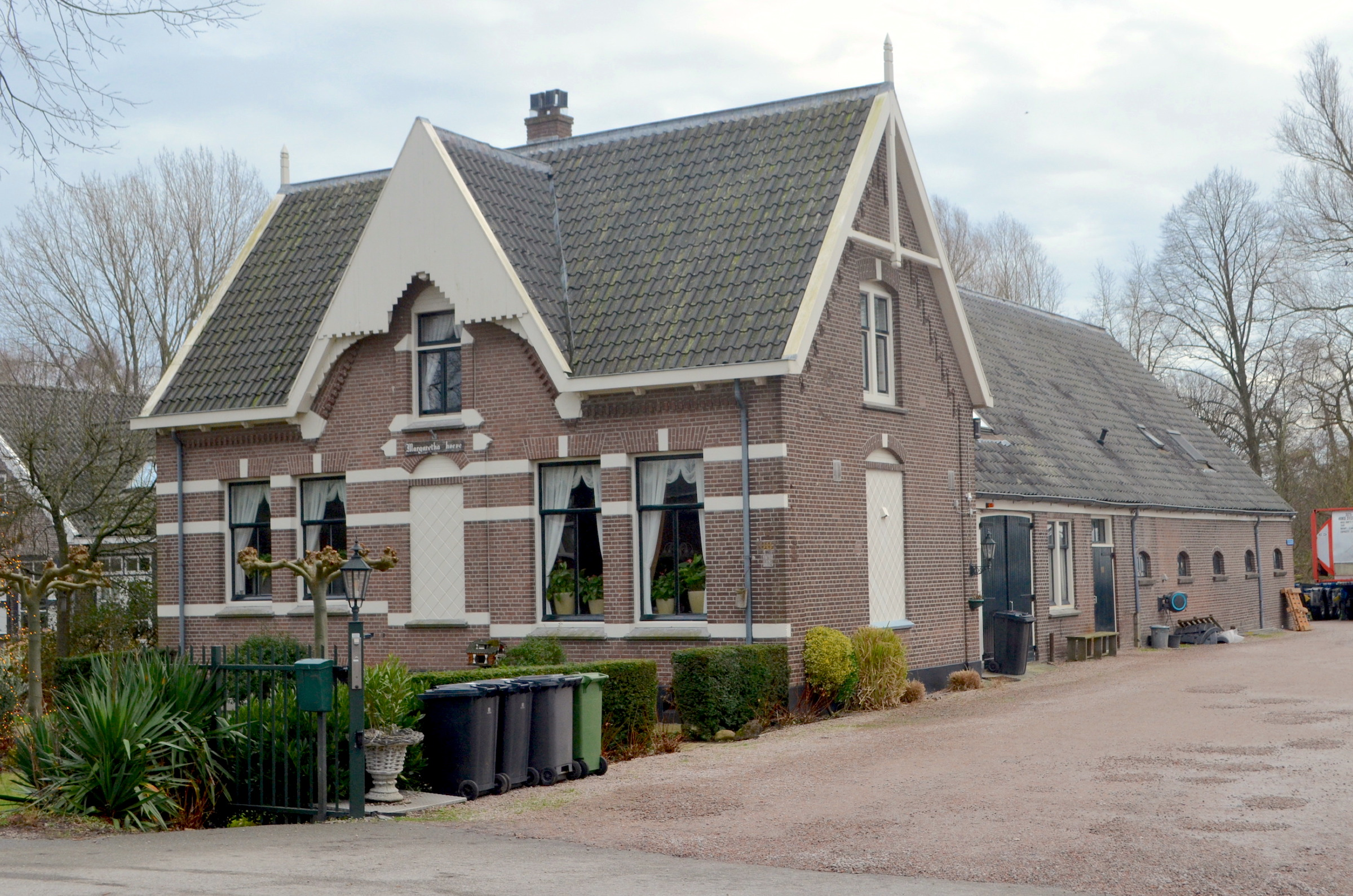
De Margarethahoeve aan de Sloterweg 1081.

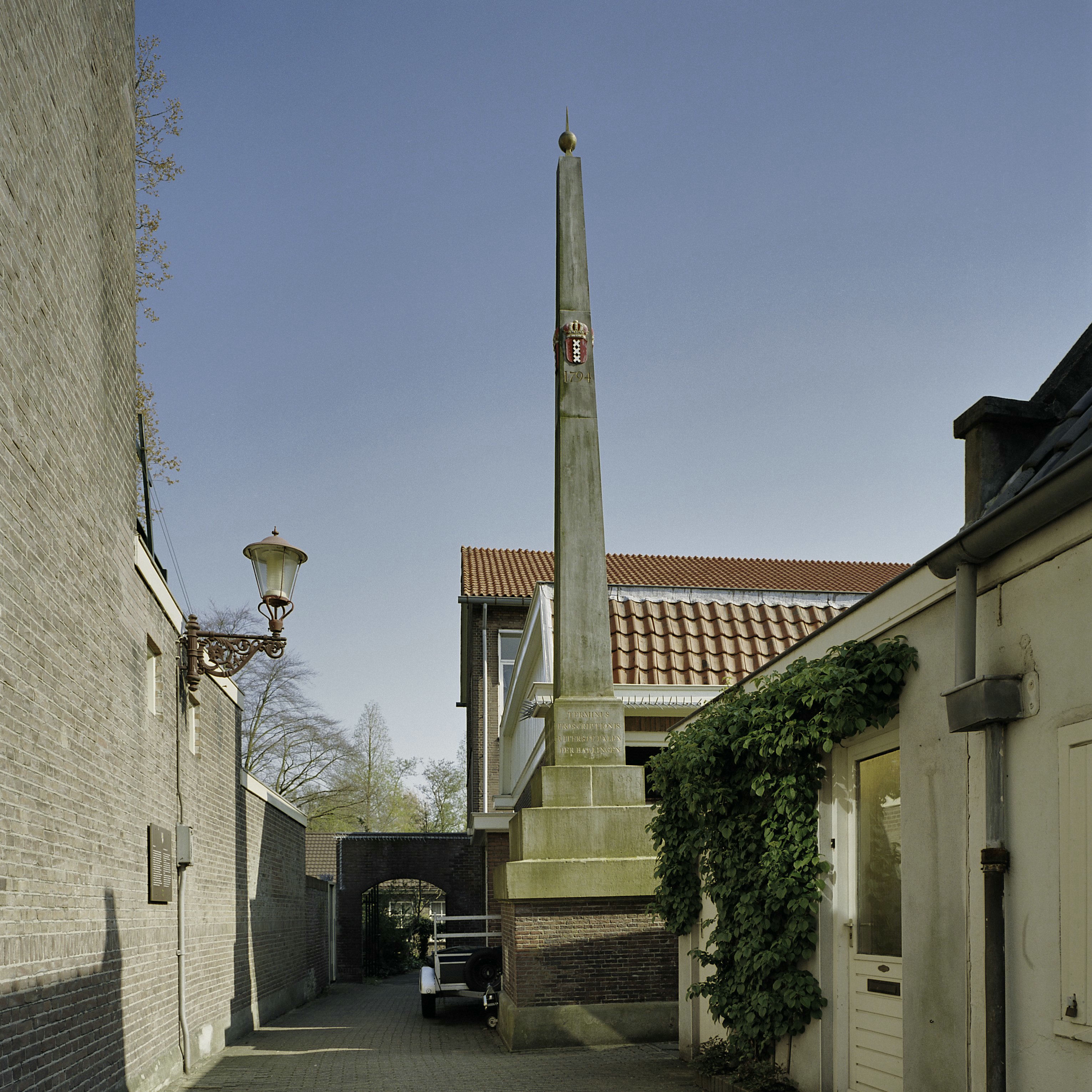
Banpaal in het dorp Sloten.

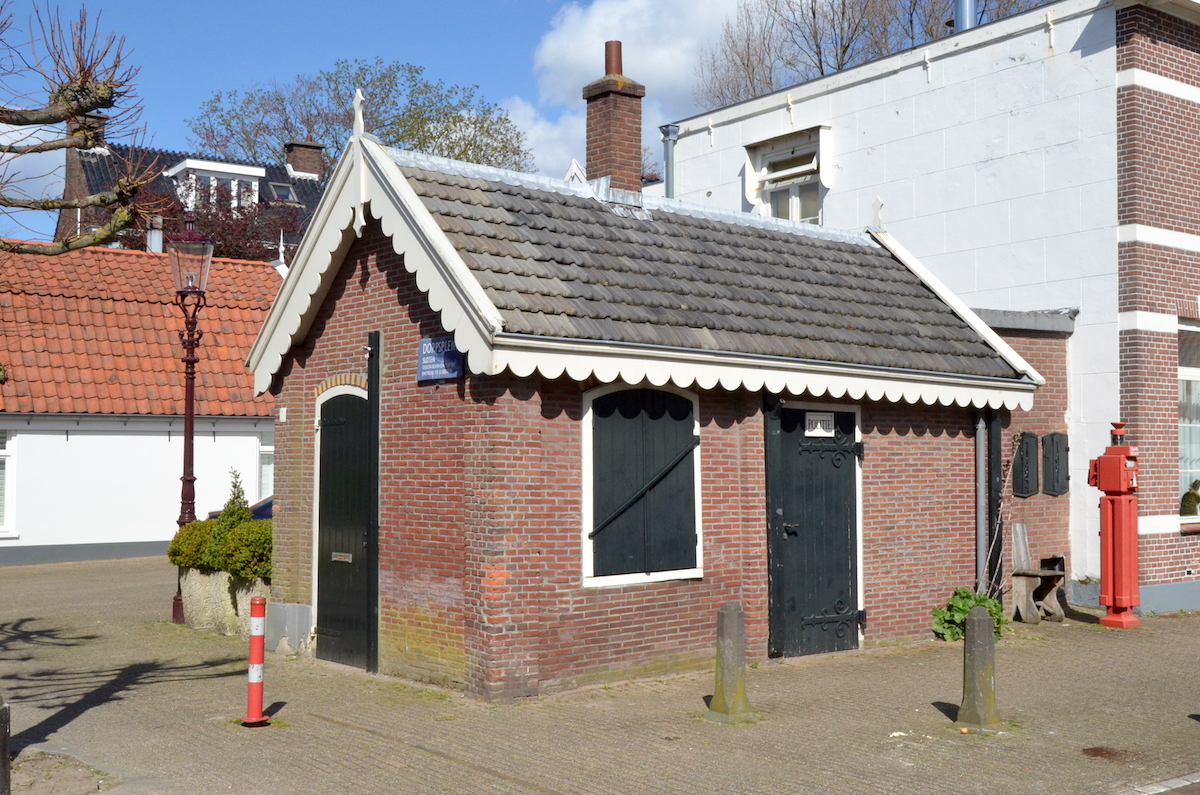
Het Politiebureau Sloten op de hoek van de Sloterweg en het Dorpsplein van Sloten.

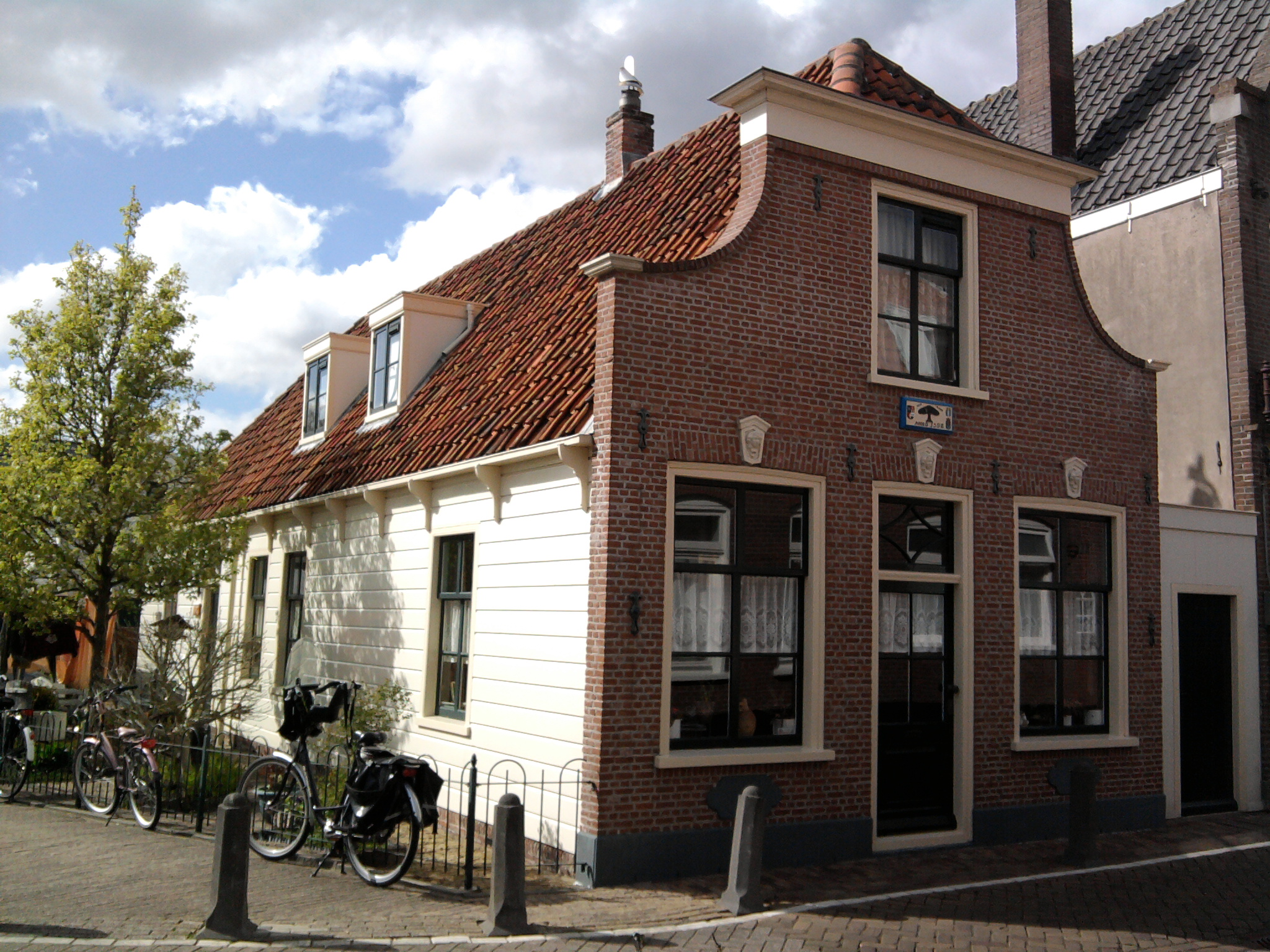
Huis op de hoek van de Sloterweg en Osdorperweg.

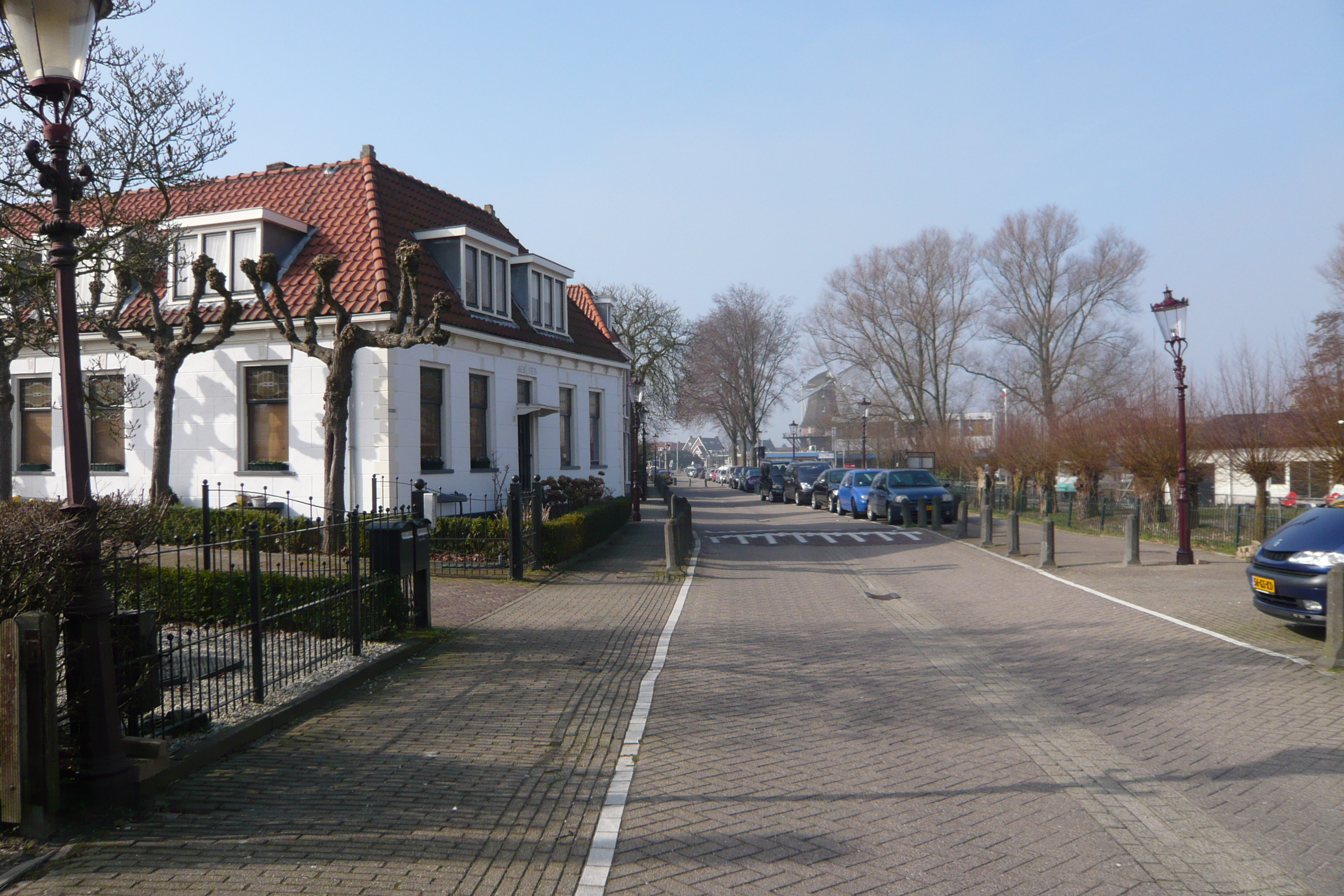
De Sloterweg in het dorp Sloten, met op de achtergrond de molen van Sloten.

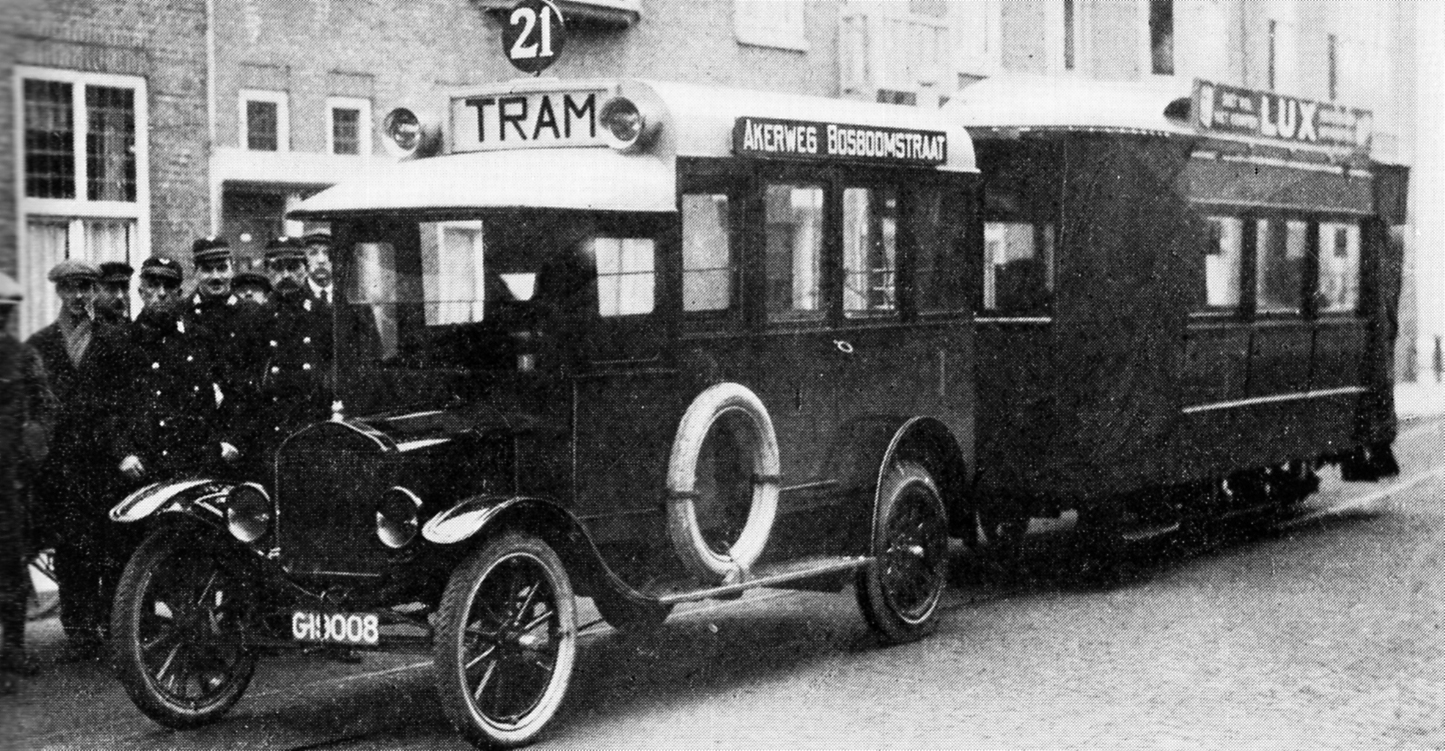
Tractortram tussen Sloten en de Jacob Marisstraat nabij de Overtoomse Sluis in 1922.

De Sloterweg is een ruim 2,4 km lange dijkweg in Sloten (gemeente Amsterdam) tussen de Johan Huizingalaan en de Ringvaart van de Haarlemmermeerpolder.

## Geschiedenis
De Sloterweg vormde sinds de middeleeuwen de verbinding tussen Sloten en Amsterdam. Na het Mirakel van Amsterdam in 1345 werd deze weg een belangrijk deel van de pelgrimsroute van Haarlem en de rest van Holland via Sloten, de Sloterweg en de Heilige Weg naar de Heilige Stede aan de Kalverstraat. Ook keizer Maximiliaan I reisde over de Sloterweg naar Amsterdam omdat hij prompt was genezen nadat hij had beloofd de kapel te bezoeken. Als dank mocht Amsterdam zijn kroon in het wapen voeren.
De Sloterweg was tot begin 16e eeuw de belangrijkste landverbinding tussen Amsterdam en de rest van Holland, totdat de landbrug naar Haarlem in 1508 door de golven van het Haarlemmermeer werd weggeslagen. Daarna ging het verkeer via Sloterdijk.
In de 17e eeuw was de Sloterweg een geliefde wandelroute voor vele Amsterdammers, waaronder de schilder Rembrandt van Rijn. Hij heeft de Sloterweg weg diverse malen getekend.
In 1816 werd de Sloterweg van een wegverharding voorzien. Ruim een eeuw werd er tol geheven bij de tol aan de Sloterkade en bij het Tolhuis aan de oostelijke grens van het dorp Sloten. Deze werd opgeheven in 1923.
De Sloterweg was de scheiding tussen de Sloter Binnenpolder ten noorden ervan en de Riekerpolder ten zuiden ervan. Tussen het dorp Sloten en de Schinkel had de weg tot halverwege de 20e eeuw een landelijk karakter. Bij Huis te Vraag bij de Schinkel boog de weg af naar het noorden en heette hier Sloterkade. De weg eindigde bij de Overtoomse Sluis en de buurtschap de Overtoomse Buurt. Via de Overtoomse Sluis konden reizigers aan de overkant van de Schinkel verder via het grondgebied van Nieuwer-Amstel en de Amstelveenseweg naar Amstelveen en via de Overtoomse vaart, later de Overtoom naar Amsterdam.

### 20e eeuw
Tijdens de Olympische Spelen van 1928 was de Sloterweg een belangrijke aanvoerroute voor de roeiwedstrijden bij Badhoevedorp op de Ringvaart van de Haarlemmermeerpolder en in 1954 was de Sloterweg het startpunt van de Tour de France.
In de jaren 1920 werd het oostelijke deel van de Sloterweg, tussen de Schinkel en het Aalsmeerplein, onderdeel van de stedelijke bebouwing van de Hoofddorppleinbuurt. Tussen het Aalsmeerplein en iets ten westen van de Ringspoorbaan werd de Sloterweg in de jaren 1930 onderdeel van de nieuwe Haagseweg. Van 1931 tot 1982 lag er een nooit in gebruik genomen viaduct van de Ringspoorbaan over de Sloterweg. Met de aanleg van de spoorlijn naar Schiphol werd dit viaduct vervangen door een dijklichaam.
In de jaren 1950 werd het gebied tussen het Aalsmeerplein en de Johan Huizingalaan opgespoten voor de aanleg van de Westelijke Tuinsteden. Het landelijk karakter verdween met de sloop van de boerderijen. Ten westen van de Johan Huizingalaan, tussen het Christoffel Plantijnpad en het dorp Sloten, heeft de Sloterweg tot nu toe grotendeels het landelijke karakter weten te behouden.
Met de aanleg van de Ringweg Amsterdam in de jaren zeventig verdween het deel van de Sloterweg tussen het Aalsmeerplein en de Johan Huizingalaan geheel onder het zand. Het gedeelte ten oosten van het Aalsmeerplein werd in 1973 gewijzigd in Rijnsburgstraat. Het gedeelte van de Akerweg tussen het dorp Sloten en de Sloterbrug naar Badhoevedorp werd na de annexatie van de gemeente Sloten in 1921 toegevoegd aan de Sloterweg.
Met de instelling van de stadsdelen in 1990 kwam de Sloterweg gedeeltelijk in stadsdeel Slotervaart te liggen en gedeeltelijk in stadsdeel Osdorp. Sinds 2010 ligt de weg in Nieuw-West.
In de loop der jaren werd de weg steeds meer belast door toenemende verkeersdrukte. In 2023 werd de weg door de gemeente afgesloten voor het doorgaande autoverkeer.

## Bezienswaardigheden en monumenten
Langs de Sloterweg zijn onder andere te vinden:
- het woonwijkje Park Haagseweg
- Manege De Ruif
- Siegerpark
- het oude Bijenpark
- volkstuincomplex Lissabon
- volkstuincomplex Eigen Hof
- Sportpark Sloten
- Sint-Pancratiuskerk
- Banpaal van Sloten
- Gedenksteen annexatie door gemeente Amsterdam
- Politiebureau Sloten

Op de rotonde bij de kruising met de Anderlechtlaan staat de Vlindermolen van Herman Makkink.

## Openbaar vervoer
In 1841 werd een diligencedienst tussen de Overtoomse Sluis en Sloten ingesteld via de Sloterkade en Sloterweg naar de badgelegenheid de Badhoeve, een strandje aan het Haarlemmermeer. Deze gaf de mensen ook de gelegenheid de droogleggingswerkzaamheden van de inpoldering van de Haarlemmermeer bij Sloten te kunnen bekijken die in 1852 droogviel. In 1901 kwam er zelfs een tweede omnibusdienst, die ook door particulieren werd geëxploiteerd.
In juni 1917 besloot de gemeenteraad van Sloten tot aanleg van een elektrische tramlijn. Al eerder was er ook een elektrische tramlijn tot stand gekomen tussen Amsterdam en Sloterdijk, in 1904 via de Admiraal de Ruijterweg en in 1916 via de Haarlemmerweg. Als gevolg van Eerste Wereldoorlog waren de kosten voor aanleg voorlopig nog te hoog. Uiteindelijk kon de tram op 13 augustus 1918 worden gerealiseerd. Een moderne elektrische tram was echter te hoog gegrepen. Daarom werd het toch weer een paardentram, die werd geëxploiteerd door de tramlijn Amsterdam - Sloten. Dit was de laatste nieuw aangelegde paardentramlijn in Nederland.
Per 1 januari 1921 werd de gemeente Sloten geannexeerd door Amsterdam. De laatste paardentram reed op 28 februari 1922 en werd vervangen door een tractortram. Toen in 1925 betere motorvoertuigen beschikbaar kwamen liet men de tramwagen achterwege en werden de passagiers voortaan nog uitsluitend in het trekvoertuig vervoerd. Hiermee kwam op 3 december 1925 een einde aan de tramdienst. De autobus naar Sloten was geboren door de omzetting van de tractortram in buslijn G in 1925. Sinds 1980 werd de GVB-bus vervangen door een streekbus. Tot december 2015 reed hier Connexxion-buslijn 145. Sinds december 2016 reed lijn 145 ten westen van de Anderlechtlaan weer over de Sloterweg. Door deze gedeeltelijke teruglegging wordt het dorp Sloten beter bediend maar ook het Sportpark Sloten heeft weer een verbinding. Sinds 10 december 2017 is lijn 145 vervangen door buslijn 195 en deze kreeg in tegenstelling tot de tram in maart 2018 elektrische tractie.

## Sloterweg in Haarlemmermeer
Er is bij de inpoldering van het Haarlemmermeer ook een Sloterweg aangelegd, die overigens niet direct in het verlengde ligt van de (nu Amsterdamse) Sloterweg. Deze komt overigens wel uit bij de Ringvaart, maar ruim een kilometer verderop.